# Monocotyle diademalis
Monocotyle diademalis är en plattmaskart. Monocotyle diademalis ingår i släktet Monocotyle och familjen Monocotylidae. Inga underarter finns listade i Catalogue of Life.